# San Diego Country Estates
San Diego Country Estates is een plaats (census-designated place) in de Amerikaanse staat Californië, en valt bestuurlijk gezien onder San Diego County.

## Demografie
Bij de volkstelling in 2000 werd het aantal inwoners vastgesteld op 9262.

## Geografie
Volgens het United States Census Bureau beslaat de plaats een oppervlakte van
43,9 km², geheel bestaande uit land.

## Plaatsen in de nabije omgeving
De onderstaande figuur toont nabijgelegen plaatsen in een straal van 24 km rond San Diego Country Estates.